# Campeonato de Futsal de la EAFF
El Campeonato de Futsal de la EAFF es el torneo de fútbol sala a nivel de selecciones nacionales más importante de Asia Oriental y que es organizado por la EAFF.
El torneo es el clasificatorio regional para el Campeonato Asiático de Futsal.

## Ediciones Anteriores
| Año  | Sede     | Campeón             | Final Resultado | Subcampeón    | Tercer lugar  | Resultado      | Cuarto lugar  |
| ---- | -------- | ------------------- | --------------- | ------------- | ------------- | -------------- | ------------- |
| 2009 | China    | China               | 5-4             | Japón         | China Taipéi  | 7-6            | Corea del Sur |
| 2011 | Malasia  | China               | 5-3 (e.t.)      | Corea del Sur | China Taipéi  | 5-4            | Hong Kong     |
| 2013 | Vietnam  | China               | liga            | China Taipéi  | Corea del Sur | liga           | Hong Kong     |
| 2015 | Mongolia | China               | liga            | China Taipéi  | Corea del Sur | liga           | Mongolia      |
| 2017 | Vietnam  | Japón Corea del Sur | no hubo playoff |               | China         | 2-2 (pen. 3-2) | China Taipéi  |

## Títulos por equipo
En cursiva, se indica el torneo en que el equipo fue local.
| Equipo        | Campeón                    | Subcampeón     | Tercer lugar   | Cuarto lugar   |
| ------------- | -------------------------- | -------------- | -------------- | -------------- |
| China         | 4 (2009, 2011, 2013, 2015) |                | 1 (2017)       |                |
| Corea del Sur | 1 (2017)                   | 1 (2011)       | 2 (2013, 2015) | 1 (2009)       |
| Japón         | 1 (2017)                   | 1 (2009)       |                |                |
| China Taipéi  |                            | 2 (2013, 2015) | 2 (2009, 2011) | 1 (2017)       |
| Hong Kong     |                            |                |                | 2 (2011, 2013) |
| Mongolia      |                            |                |                | 1 (2015)       |